# サティシュ・ダワン宇宙センター
座標: 北緯13度43分11.2秒 東経80度13分49.36秒 / 北緯13.719778度 東経80.2303778度
サティシュ・ダワン宇宙センター（サティシュ・ダワンうちゅうセンター、सतीश धवन अंतरिक्ष केंद्र, 英: Satish Dhawan Space Centre; SDSC）は、インド宇宙研究機関（ISRO）のロケット発射場である。インドアーンドラ・プラデーシュ州のシュリーハリコータに位置する。
元々このセンターはシュリーハリコータ発射場（Sriharikota Range）と呼ばれていたが、2002年にISROの前局長、サティシュ・ダワンが亡くなったことを受けて現在の名称になった。

## 歴史
1969年に衛星打ち上げ場として選定される。1971年10月9日に観測ロケットRH-125が打上げられ、これが同センターが打上げた初のロケットとなった。その後も観測ロケットの打上げが行われ、1979年8月10日に人工衛星ロヒニ1Aを搭載したSLVの打上げが行われた。しかしロケットの2段目が原因でこの衛星は予定した軌道には到達できず、同月19日に軌道減衰した。初の衛星打上げ成功は1980年7月18日のSLVによるロヒニ1Bである。2008年10月22日にはインドの初の月探査機、チャンドラヤーン1号が打上げられた。
SDSCは現在2基の発射台（#1、#2）を保有している。2基目の新しい発射台は2005年から使用されており、ISROの衛星打上げロケット全種に対応している。発射台が増えたことにより以前では不可能であった1年に複数回の衛星打上げが可能となった。
またSDSCはインド有人宇宙飛行計画にも使用される予定で、2015年までに3基目の発射台が有人飛行ミッションのために建造される計画が存在した。有人飛行計画はキャンセルされ続けたが、2018年、インド政府は改めて2022年までに有人宇宙船を発射する計画を発表しており、インフラ整備も行われる見通し。